# Västra Tollstads församling
Västra Tollstads församling var en församling i Linköpings stift inom Svenska kyrkan i Ödeshögs kommun. Församlingen uppgick 2006 i Ödeshögs församling.
Församlingskyrka var Västra Tollstads kyrka
Folkmängd 2003 var 575 invånare.

## Administrativ historik

Västra Tollstad församlings vapen.

Församlingen har medeltida ursprung under namnet Tollstads församling. Det nuvarande namnet har använts åtminstone från mitten av 1700-talet. Tidigt införlivades Hästholmens församling.
Församlingen utgjorde till 1 maj 1919 ett eget pastorat. Från 1919 till 1997 var den annexförsamling i pastoratet Rök, Heda och Västra Tollstad som 1962 utökades med Trehörna församling och Svanshals församling. Från 1998 till 2006 var församlingen annexförsamling i Ödeshög, Stora Åby, Rök, Heda, Västra Tollstad, Trehörna och Svanshals. Församlingen uppgick 2006 i Ödeshögs församling. Församlingen tillhörde till 31 maj 1940 Lysings kontrakt, från 1 juni 1940 Dals och Lysings kontrakt, från 1962 Göstrings och Lysings kontrakt och från 1997 till dess församlingen uppgick i Ödeshög 2006 Folkungabygdens kontrakt.
Församlingskod var 050904.

## Kyrkoherdar
Lista över kyrkoherdar i Västra Tollstads församling. Tjänsten vakanssattes 9 september 1904 och drogs in 1 maj 1919.
| Ämbetstid | Namn                                | Levnadstid | Övrigt                                             |
| --------- | ----------------------------------- | ---------- | -------------------------------------------------- |
| 1523      | Erlandus                            |            |                                                    |
| 1530      | Laurentius Haquini Kylander         |            |                                                    |
| 1551–1564 | Jöns                                |            |                                                    |
| 1578–1584 | Magnus Petri                        | Död 1584   |                                                    |
| 1585–1610 | Andreas Nicolai                     | Död 1610   |                                                    |
| 1610–1645 | Christophorus Petri (Sudercopensis) | 1578–1645  |                                                    |
| 1646–1655 | Samuel Johannis (Lincopensis)       | Död 1655   |                                                    |
| 1656–1665 | Olaus Sundius                       | 1612–1665  |                                                    |
| 1666–1676 | Hemingus Lotonius                   | Död 1676   |                                                    |
| 1677–1686 | Haquinus Hierstadius                | Död 1686   |                                                    |
| 1687–1703 | Magnus Echman                       | 1630–1703  |                                                    |
| 1704–1736 | Samuel Hierstadius                  | 1671–1736  |                                                    |
| 1736–1748 | Samuel Echman                       | 1691–1748  |                                                    |
| 1749–1775 | Samuel Hierstedt                    | 1709–1775  |                                                    |
| 1776–1802 | Petrus Runberg                      | 1717–1802  | Prost.                                             |
| 1803–1828 | Johan Henrik Egnell                 | 1761–1828  | Prost.                                             |
| 1830–1835 | Johan Christian Wallensteen         | 1794–1868  | Senare kyrkoherde i Kuddby församling.             |
| 1833–     | Nils Magnus Danson                  | 1793–1880  | Prost. Senare kyrkoherde i Furingstads församling. |
| 1854–1863 | Johan Gabriel Schenström            | 1804–1877  | Senare kyrkoherde i Stora Åby församling.          |
| 1874–1904 | August Alson                        | 1836–1904  |                                                    |

## Klockare och organister
| Verksam    | Namn                     | Levnadstid  | Övrigt                         |
| ---------- | ------------------------ | ----------- | ------------------------------ |
| 1770–1776  | Måns Berggren            | –1776       | Organist och klockare          |
|            | Johannes Allvin          | 1749 - 1837 | Organist och klockare          |
|            | Samuel Lindblom          | 1740–1788   | Organist och klockare          |
| 1789–1846  | Eric Carlholm            | 1764–1846   | Organist och klockare          |
| 1843–1845  | Sven Magnus Svensson     | 1819–       | Organist och klockare, vikarie |
| 1847–1885  | Fredrik August Svennertz | 1824–       | Organist och klockare          |
| 1885–1906  | John Kindgren            | 1854–1906   | Organist och klockare          |
| 1906–1934  | Karl Adolf Andersson     | 1883–1943   | Organist och klockare          |
| 1950-talet | Karl Thorén              | 1916–       | Organist och klockare          |
|            | Karl-Erik Gustavsson     | 1923–1989   | Organist och klockare          |

### Organister
| Verksam   | Namn                  | Levnadstid | Övrigt   |
| --------- | --------------------- | ---------- | -------- |
| 1657–1668 | Jöns Persson          |            | Organist |
| 1674–1692 | Torsten Helgesson     | 1656–      | Organist |
| 1682–1715 | Jöns Helgesson        | –1715      | Organist |
| 1717-1718 | Abraham               |            | Organist |
| 1723-1725 | Anders Sunnerberg     |            | Organist |
| –1729     | Petter Uggren         |            | Organist |
| 1729–1733 | Petter Jacobsson Blom |            | Organist |
| 1739–1746 | Johan Peter Hultgren  | 1709–      | Organist |
| 1747–1770 | Måns Berggren         | –1776      | Organist |

### Klockare
| Verksam   | Namn           | Levnadstid   | Övrigt   |
| --------- | -------------- | ------------ | -------- |
|           | Jöns Andersson | 1588–1683    | Klockare |
| 1690–1693 | Sven Håkansson | ca 1636–1696 | Klockare |
| 1697–1727 | Måns Svensson  | –1727        | Klockare |
| 1727–1769 | Lars Andersson | ca 1698–1769 | Klockare |